# Ben Gardane
Ben Gardane (Arabisch: بنقردان) is de belangrijkste stad van Zuidoost-Tunesië. De stad behoort tot het gouvernement Médenine. In 2014 telde de stad 79.912 inwoners.
De stad is vooral bekend als vertrekpunt voor een aantal excursies door Tunesië.